# Максвелл (музыкант)
Максвелл (англ. Maxwell, родился 23 мая 1973 года в Бруклине, Нью-Йорк, США) — американский ритм-н-блюзовый певец, сыгравший ключевую роль в формировании стиля неосоул. Сохраняет втайне своё настоящие имя в связи с заботой о личной жизни своих родственников. Многократный номинант и двукратный лауреат премии «Грэмми».

## Биография
Творчество оказывало влияние на его религиозные взгляды, после чего он начал петь в баптистской школе. Максвелл не воспринимал всерьез увлечение музыкой пока ему не исполнилось 17 лет, тогда он начал писать свои песни на дешёвом синтезаторе, подаренном другом. В начале творчество Максвелла сформировывалось на фоне современной ритм-н-блюзовой музыки ранних 80-х. Быстро развившись, к 1991 году певец уже выступал на Нью-Йоркской сцене. После того как Максвелл показал себя, он подписал контракт с звукозаписывающей студией Columbia в 1994 году.

## Карьера
В начале 90-х Максвелл работал с автором песен Leon Ware и известным гитаристом Wah Wah Watson над дебютным альбомом «Maxwell’s Urban Hang Suite» После того как альбом был записан, студия звукозаписи отложила его выпуск на 2 года по причине сомнений в его успешности. В 1996 году альбом вышел на рынок.
Альбом «Maxwell’s Urban Hang Suite», пропитанный звуком классической соул музыки, не был воспринят слушателями до выхода его второго сингла «Ascension (Don’t Ever Wonder)», который впоследствии стал хитом. Было продано более 500 тыс. копий «Maxwell’s Urban Hang Suite», альбом получил золотой статус и был номинирован на Грэмми.
16 Июня 1997 года Максвелл участвовал в серии акустических концертов на канале MTV, исполнял как песни из своего репертуара, так и кавер-версии песен Кейт Буш («This Woman’s Work») и Nine Inch Nails («Closer»). Ведя переговоры со своей звукозаписывающие студией по поводу выпуска аудиозаписи концерта, на рынок был выпущен мини-альбом, содержащий 7 песен.
В 1998 году был выпущен второй студийный альбом «Embrya». В следующем году вышел сингл «Fortunate», написанный Ар Келли, который использовался как саундтрек к фильму «Жизнь» 1999 года выпуска. Сингл поднялся на первую строчку в черте самых удачных хип-хоп и ритм-н-блюзовых синглов журнала Billboard. В настоящее время сингл Максвелла «Fortunate» считается самым успешным в его карьере, также запись была признана лучшей ритм-н-блюзовым синглом 1999 года по мнению журнала Billboard.
Третий альбом «Now», выпущенный в 2001 году, впервые попадает на первые строчки сразу двух чартов. Он возглавил список 200 лучших альбомов Billboard и занял первую строчку списка ритм-н-блюзовых альбомов Billboard. В альбом входили удачные синглы «Lifetime» и студийная запись кавер версии песни Кейт Буш «This Woman’s Work»
Максвелл выступил на телевизионной церемонии награждения афроамериканских актеров, музыкантов, спортсменов (2008 BET Awards), где исполнил песню «Simply Beautiful» в честь Эл Грина

## Дискография
Альбомы
| Год выпуска | Название альбома           | Награды                       | Звукозаписывающая студия |
| ----------- | -------------------------- | ----------------------------- | ------------------------ |
| 1996        | Maxwell’s Urban Hang Suite | Двукратно платиновый, золотой | Columbia records         |
| 1997        | MTV Unplugged              | Золотой                       | Columbia records         |
| 1998        | Embrya                     | Платиновый                    | Columbia records         |
| 2001        | Now                        | Платиновый                    | Columbia records         |
| 2009        | BLACKsummers’night         | TBA                           | Columbia records         |

Синглы
| Год  | Название                        | Альбом                     |
| ---- | ------------------------------- | -------------------------- |
| 1996 | …Til the Cops Come Knockin'     | Maxwell’s Urban Hang Suite |
| 1996 | «Ascension (Don’t Ever Wonder)» | Maxwell’s Urban Hang Suite |
| 1996 | «Sumthin' Sumthin'»             | Maxwell’s Urban Hang Suite |
| 1997 | «Suitelady (The Proposal Jam)»  | Maxwell’s Urban Hang Suite |
| 1997 | «Whenever, Wherever, Whatever»  | MTV Unplugged              |
| 1998 | «Luxury: Cococure»              | Embrya                     |
| 1998 | «Matrimony: Maybe You»          | Embrya                     |
| 1999 | «Fortunate»                     | Life (soundtrack)          |
| 1999 | «Let’s Not Play the Game»       | The Best Man (soundtrack)  |
| 2001 | «Get to Know Ya»                | Now                        |
| 2001 | «Lifetime»                      | Now                        |
| 2002 | «This Woman’s Work»             | Now                        |
| 2009 | «Pretty Wings»                  | BLACKsummers’night         |
| 2009 | «Bad Habits»                    | BLACKsummers’night         |
| 2009 | «Cold»                          | BLACKsummers’night         |